# 酒井傳六
酒井 傳六（さかい でんろく、1921年4月17日 - 1991年8月17日）は、日本の翻訳家、エジプト研究家。文筆家。

## 来歴
新潟県佐渡島生まれ。1943年東京外国語学校仏語部卒業。1955年から1957年まで朝日新聞社特派員としてエジプトに滞在。古代エジプトの研究・訳業著述に従事。
1991年8月17日、頚椎損傷のため死去。

## 著書
- 『ドゴールの外交 中国承認以降の展開』（朝日新聞社出版局、朝日新聞調査研究室報告社内用） 1966
- 『ピラミッド その光と影の謎を追う』（学生社） 1969、のち改題『古代エジプトの謎』（社会思想社、現代教養文庫） 1980.10
- 『文明とタブー ポリネシアの旅から』（新潮選書） 1970
- 『ピグミーの世界』（朝日新聞社） 1973、朝日選書 1976
- 『謎の民ヒクソス』（学生社） 1974
- 『スエズ運河』（新潮選書） 1976、のち朝日文庫
- 『ピラミッド99の謎 世界文明の源泉を推理する』（産報ブックス） 1976、のち改題『ピラミッド101の謎』（文春文庫）、のちPHP文庫
- 『熱砂の文明99の謎 アフリカは文明の原郷か』（産報） 1977.6
- 『エジプト学夜話』（青土社） 1980.3
- 『古代女王ものがたり』（文藝春秋） 1982.5、のち文春文庫
- 『古代エジプト動物記』（文藝春秋） 1984.2、のち講談社学術文庫 2024.4
- 『太陽と墓と人間と 古代エジプトを読む』（青土社） 1984.2
- 『魅惑の古代』（リブロポート） 1986.5  NCID BN01062585 ISBN 484570224X
- 『ウォーリス・バッジ伝 古代発掘の物語』（リブロポート） 1987.8  NCID BN01849812 ISBN 4845702258
- 『エジプト学のすすめ』（学生社） 1987.12
- 『遍歴の名画名品』（新潮選書） 1988.5

## 翻訳
- 『東京のシルエット』（ノエル・ヌエット、法政大学出版局） 1954、新版1973
- 『王家の谷』（O・ノイバート、法政大学出版局） 1960、のち教養選書 1971
- 『アフリカ探検五千年史』（ベルナール・ド・ボー、朝日新聞社） 1962
- 『ダムと神殿 ヌビアの遺跡を訪ねて』（レスリー・グリーナー、紀伊國屋書店） 1963
- 『皇帝の帰国 ナポレオン遺骸発掘記』（フェリックス・コクロー、養神書院） 1966
  - 改題『ナポレオン発掘記』（法政大学出版局、教養選書） 1982.9
- 『ツタンカーメン発掘記』（ハワード・カーター、熊田亨共訳、筑摩書房） 1966、筑摩叢書 1971、ちくま学芸文庫（上・下） 2001
- 『ピラミッド学入門』（J・P・ローエル、法政大学出版局） 1966
  - 改題『ピラミッドの謎』（法政大学出版局、教養選書） 1973
- 『古代エジプト人 その愛と知恵の生活』（レナード・コットレル、法政大学出版局） 1967、のち教養選書 1973
- 『ヌビア エジプト古代文明の遺跡』（マックス・ポル・フーシェ文・写真、新潮社） 1969
- 『エジプト考古学』（T・G・H・ジェイムズ、学生社） 1974
- 『シナイの石は語る』（R・ギヴェオン、秋山正敦共訳、学生社） 1974
- 『太陽と巨石の考古学』（ジョン・アイヴィミ、文化放送開発センター出版部） 1976
  - 『太陽と巨石の考古学 ピラミッド・スフィンクス・ストーンヘンジ』法政大学出版局 1987.12、新版2009
- 『ピラミッドの謎』（クルト・メンデルスゾーン、文化放送開発センター出版部） 1976
  - 改題『ピラミッドを探る』（法政大学出版局、教養選書） 1987.7、新版2009
- 『ピラミッドの秘密』（M・C・ツシャール、社会思想社、現代教養文庫） 1979.3
- 『スフィンクスの秘密』（S・ハッサン、社会思想社、現代教養文庫） 1982.8
- 『古代の船と航海』（ジャン・ルージェ、法政大学出版局、教養選書） 1982.12、新版2009
- 『死の考古学 古代エジプトの神と墓』（A・J・スペンサー、鈴木順子共訳、法政大学出版局、教養選書） 1984.10、新版2009
- 『エジプト神話』（ヴェロニカ・イオンズ、青土社） 1988.10、新版1991
- 『王の墓づくりびと』（モーリス・L・ビアブライヤー、学生社） 1989.6
- 『古代エジプトの性』（リーセ・マニケ、法政大学出版局、教養選書）1990.2、新版2009
- 『インド神話』（ヴェロニカ・イオンズ、青土社） 1990.5
- 『ロスチャイルド自伝』（ギー・ド・ロスチャイルド、新潮社）1990.10

## 参考
- 『エジプト学のすすめ』著者紹介